# Flagermusen
|  | For den danske film af samme navn, se Flagermusen (film) |
Flagermusen (Die Fledermaus) er en tysksproget operette af Johann Strauss den yngre.
Operetten blev uropført på Theater an der Wien den 5. april 1874. Librettoen er skrevet af Carl Haffner og Richard Genée på baggrund af den franske vaudeville Le Réveillon. Siden 1851 gik  stykket Das Gefängnis i Berlin. Det handler om arrestationen af en falsk ægtemand og om ægteskabelig troskab. Det inspirerede til vaudevillen Le Réveillon, der lige siden førsteopførelsen i Paris 1872 var en enorm succes.

## Persongalleri
- Hr. von Eisenstein – en herre
- Rosalinde – hans kone
- Frank – fængselsdirektør
- Fyrst Orlofsky – rig russisk fyrste (synges oftest af en kvinde)
- Alfred – hans sanglærer
- Dr. Falke – notar
- Dr. Blind – sagfører, der stammer
- Adele – Rosalindes kammerpige
- Ida – Adeles søster
- Frosch – fængselsbetjent